# نوروز قبطي
النيروس أو النوروز القبطي هو أول أيام السنة المصرية من شهر توت وكان أقباط مصر يحيونه. ويعني النيروس بالقبطية الأنهار والنوروز بالفارسية يعني اليوم الجديد وبالسريانية يعني العيد.
عيد النيروز، هو عيد رأس السنة المصرية ويعتبر أول يوم في السنة الزراعية الجديدة، ويالتالى يوافق أول شهر توت وهو أول شهور السنة القبطية.

## أصل اللفظ
أتت لفظة نيروز من الكلمة القبطية (ني - يارؤو) = الأنهار، وذلك لأن ذاك الوقت من العام هو ميعاد اكتمال موسم فيضان النيل، سبب الحياة في مصر. ولما دخل اليونانيين مصر أضافوا حرف ال«سي» للأعراب كعادتهم فأصبحت «نيروس» فظنها العرب كلمة نيروز الفارسية. أما عن «ال نوروز أو النيروز الفارسية» فتعني اليوم الجديد (ني = جديد، روز= يوم) وهو عيد الربيع عند الفرس ومنه جاء الخلط من العرب.

## عيد النيروز عند المصريين القدماء
كان الفلاح المصرى القديم يتبع التقويم القبطى المعروف الآن في زراعته. ولأهمية الزراعة عند القدماء المصريين اختاروا أول توت كبداية للسنة المصرية لأنه يوافق اكتمال موسم فيضان النيل. وهو الموسم الذي يعم فيه الخير والبركة على الجميع وتزداد فيه خصوبة الأرض وتتضاعف المحاصيل.

## عيد النيروز عند الأقباط
ومع عصر الإمبراطور دقلديانوس -و هو أقسى عصور الاضطهاد ضد المسيحية- أحتفظ المصريين بمواقيت وشهور سنينهم التي يعتمد الفلاح عليها في الزراعة مع تغيير عداد السنين وتصفيره لجعله السنة الأولي لحكم دقلديانوس =282 ميلادية = 1 قبطية = 4525 توتية (فرعونية)، ومن هنا أرتبط النيروز بعيد الشهداء عند المسيحيين. وكان في تلك الأيام البعيدة يخرج المسيحيين في هذا التوقيت إلي الأماكن التي دفنوا فيها أجساد الشهداء مخبئة ليذكروهم. ويحتفل الأقباط بهذا العيد حتى أيامنا ولذلك يعتبر أن عيد النيروز هو أقدم عيد لأقدم أمة.

## عيد النيروز في عصر المماليك
ويذكر المقريزي الذي عاش في عصر المماليك مظاهر الاحتفال برأس السنة المصرية في العصور الوسطي، والذي كان واحد من الاحتفالات الكبرى التي يحتفل به المصريون جميعا مسلمون ومسيحيون، كما كانت الدولة منذ العصر الفاطمي تحتفل علي المستوي الرسمي بهذه المناسبة بتوزيع العطايا والخلع إلي جانب الاحتفالات الشعبية، والتي كانت تأخذ شكل كرنفال carnival شعبي رائع يخرج فيه الناس إلي المتنزهات العامة ويرشون بعضهم بالماء، ويختارون من بينهم شخص ينصبونه أمير للنيروز يسير بموكبه في الشوارع والحارات ويفرض علي الناس الرسوم ويحصله منهم ومن يرفض يرشه بالماء، وكل هذا طبعا من باب الدعابة واللهو.
ذكره المقريزي في تاريخه: